# Salten Å
Salten Å er en ca. 25 km lang å, der løber ud i Gudenå, mellem Mossø og Gudensø, lidt sydvest for Emborg Bro. Den ligger i Midtjylland i Silkeborg og Skanderborg Kommuner.
Åen har sit udspring i vandskellet på heden Sepstrup Sande mellem Hjøllund og Sepstrup. Den løber mod sydøst, gennem Skærbæk Plantage, forbi Ansø Mølle, hvor den får tilført vand fra en række kildevæld i Ansø Enge, hvorefter den drejer i østlig retning, og på et stræk er en del af fredningen ved Snabegård og Vrads Sande. Her modtager den vand fra Lystrup Å, der kommer fra syd, fra Kulsø, Kvinsø og Bryrup Langsø. Salten Å forsætter mod øst, med Velling Skov på sydsiden, til Katrinedal Mølle, hvor den passerer Silkeborg – Nørre Snede landevejen. Den fortsætter mod øst og passerer på den nordre side indlandsklinten Salten Profilet, hvorefter den passerer Silkeborg – Horsens vejen, og kort derefter løber ud i Salten Langsø. Fra Søens østende fortsætter den et kort stykke, før den løber ud i Gudenå.
Det meste af Saltenådalen er blandt landets mest uforstyrrede naturområder, og hele området er en del af Natura 2000netværkets Internationale naturbeskyttelsesområder i Danmark (nr. 52  og 53)